# Pierre Fulke
Pierre Olof Fulke, född 21 februari 1971 i Nyköpings östra församling i Södermanlands län, är en svensk golfspelare.
Pierre Fulke växte upp i Eksjö. Som ung spelade han, förutom golf, även handboll och fotboll men 1988 hoppade han av gymnasiet och blev professionell golfspelare. Han vann sin första proffstävling på Europatouren 1999 och 2001 låg han under en period etta på Order of Merit och på 32 plats på golfens världsranking. Sin största prissumma erhöll han 2001 då han kom tvåa i inofficiella matchspels-VM i Australien, en merit som gav honom en plats i Europas Ryder Cup-lag 2002.
Fulke har under sin karriär spelat in över 35 miljoner kronor.

## Meriter

### Segrar på Europatouren
- 1999 Trophée Lancôme
- 2000 Scottish PGA Championship, Volvo Masters

### Amatörsegrar
- 1986 Boys Seniors
- 1987 Boys Seniors
- 1988 Boys Seniors, Jacques Léglise Trophy

### Lagsegrar
- 2000 World Cup
- 2002 Ryder Cup

### Övriga segrar
- 1992 Audi Quattro Trophy